# Lotta Losten
Lotta Losten (nacida el 7 de noviembre de 1981) es una actriz, diseñadora y fotógrafa sueca. Es conocida por sus colaboraciones con su esposo David F. Sandberg, incluido el cortometraje de 2013 Lights Out, la adaptación cinematográfica de 2016 del mismo nombre y ¡Shazam!.

## Carrera
Lotta hizo su debut cinematográfico en el cortometraje Cam Closer (2013), sobre un teléfono que puede ver el futuro. Ella y su esposo, el cineasta David F. Sandberg, crearon el cortometraje de 2013 Lights Out, donde interpreta a una mujer que es perseguida por una criatura que se mueve en la oscuridad, pero que no aparece si las luces están encendidas. Según Sandberg, la película no costó prácticamente nada y originalmente era algo con lo que solo querían divertirse. Enviaron la película al Bloody Cuts Horror Challenge, donde la película fue finalista y Sandberg ganó el premio al Mejor Director. Unos meses después, el cortometraje se hizo popular en línea, pasando de unas 8000 visitas a más de un millón, y atrayendo a directores y productores de Hollywood.
Desde 2014, Losten ha protagonizado varios cortometrajes, incluidos See You Soon (2014), Pictured (2014), Not So Fast (2014), Coffer (2014), Attic Panic (2015) y Closet Space (2016). En el largometraje de Lights Out, estrenado en 2016, interpreta a Esther, la compañera de trabajo en la escena inicial que se encuentra con Diana Walter. También tiene un pequeño papel en ¡Shazam! (2019).

## Vida personal
Losten nació en Jönköping, Suecia. Ha estado casada con el director David F. Sandberg desde 2013. Estudió historia del teatro y estudios de género en la Universidad de Lund y estudió actuación en Blekinge läns folkhögskola durante dos años.

## Filmografía

### Cortometrajes
| Año  | Título                    | Papel     |
| ---- | ------------------------- | --------- |
| 2013 | Cam Closer                | Mujer     |
| 2013 | Lights Out                | Mujer     |
| 2014 | See You Soon              | Mujer     |
| 2014 | Pictured                  | Mujer     |
| 2014 | Not So Fast               | Mujer     |
| 2014 | Coffer                    | Mujer     |
| 2015 | Attic Panic               | Mujer     |
| 2016 | Closet Space              | Lotta     |
| 2016 | That Party That One Night | Party Kid |
| 2017 | Who Decides               | Enfermera |
| 2020 | Shadowed                  | Mujer     |
| 2020 | Not Alone in Here         | Mujer     |

### Largometrajes
| Año  | Título                          | Papel              | Notas     |
| ---- | ------------------------------- | ------------------ | --------- |
| 2016 | Lights Out                      | Esther             |           |
| 2017 | annabelle: Creation             | Agente de adopción |           |
| 2017 | Broken English                  | Editor en jefe     | Miniserie |
| 2019 | ¡Shazam!                        | Dr. Lynn Crosby    | [ 3 ]     |
| 2023 | ¡Shazam! La furia de los dioses | Civil              | [ 9 ]     |